# Kościół Ewangelicko-Luterański Japonii
Kościół Ewangelicko-Luterański Japonii (jap. 日本福音ルーテル教会 Nihon Fukuin Rūteru Kyōkai) – protestancki kościół luterański w Japonii. Obecnie liczy 21.990 ochrzczonych członków w 122 zborach.
Początku luteranizmu sięgają 1892 roku, kiedy do Japonii zostali wysłani pierwsi misjonarze z Kościoła Luterańskiego w Ameryce. Oficjalnie kościół został założony w 1898 roku.